# 理查德·伊利
理查·西奧多·伊利（英語：Richard Theodore Ely，1854年—1943年），美國經濟學家。他的經濟研究偏向政治，為20世紀政治經濟學的巨擎。

## 生平
生於紐約州，1876年自美國哥倫比亞大學經濟學科系畢業，後前往德國就學。1879年，他獲得該國海德堡大學哲學博士。之後，返回美國從事大學教職。他開創了美國的政治經濟學研究，同時關心勞工運動和農業運動的他，也創建了美國經濟學會、美國勞動立法協會、美國農業立法協會等。